# Invicti athletae Christi

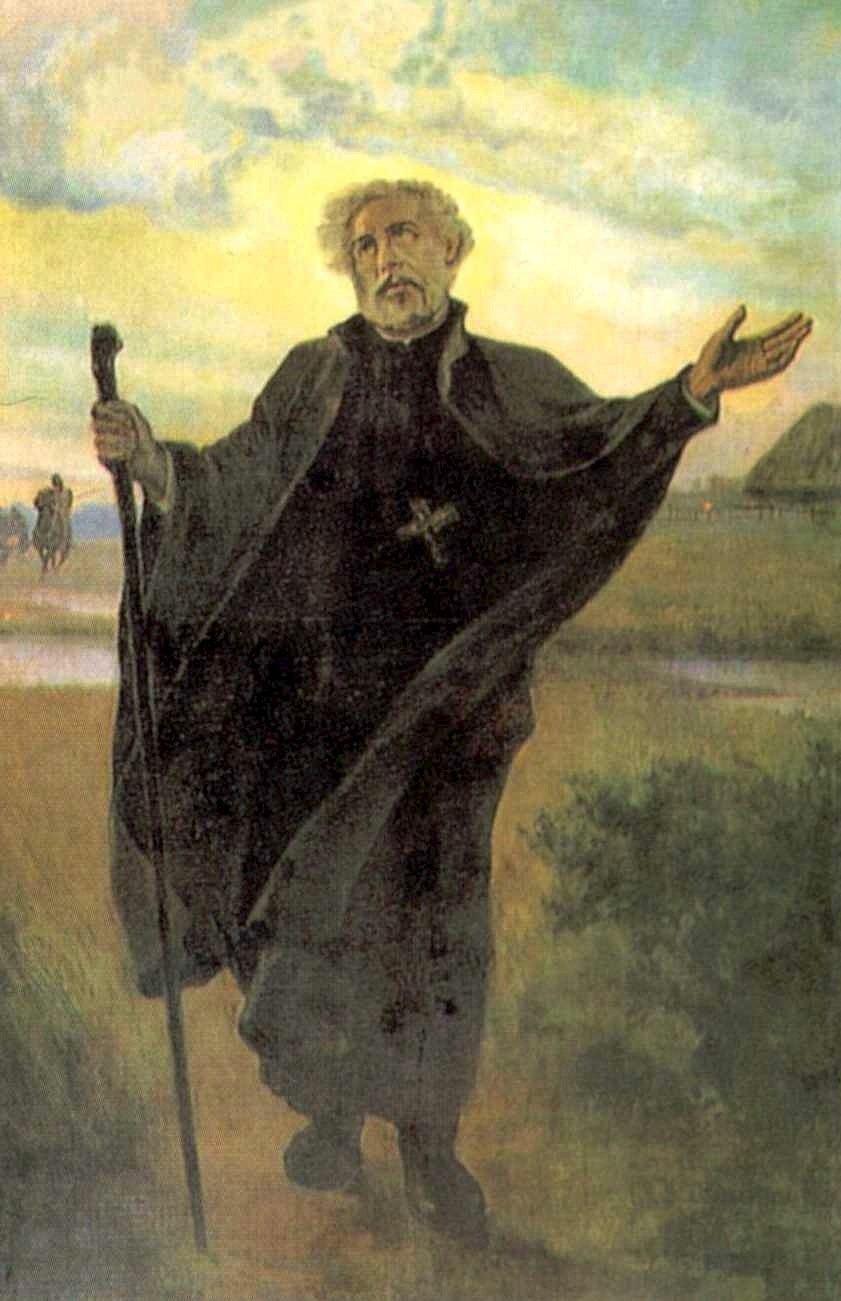
Św. Andrzej Bobola

Invicti Athletæ Christi – encyklika papieża Piusa XII w 300. rocznicę śmierci św. Andrzeja Boboli, opublikowana 16 maja 1957. Tytuł pochodzi od pierwszych słów dokumentu, w tłumaczeniu: Niezwyciężony bohater Chrystusowy.
Pius XII wydał encyklikę, aby przedstawić katolikom, a zwłaszcza narodowi polskiemu postać, świętość i śmierć jezuity św. Andrzeja Boboli jako wspaniałego wzoru chrześcijańskiego męstwa. Zarysowując biografię Boboli, papież podkreślił jego pobożność, zwłaszcza eucharystyczną i maryjną, zaangażowanie misyjne oraz szerzenie i obronę katolicyzmu na wschodnich obszarach Rzeczypospolitej - w warunkach konfliktu z ludnością prawosławną podczas Powstania Chmielnickiego. Pius XII przytoczył opis męczeństwa Boboli, jakie poniósł z rąk Kozaków i jego żarliwe wyznanie przedśmiertne: Jestem katolickim kapłanem. W tej wierze się urodziłem i w niej też chcę umrzeć. Wiara moja jest prawdziwa i do zbawienia prowadzi. Wy powinniście żałować i pokutę czynić, bo bez tego w waszych błędach zbawienia nie dostąpicie. Przyjmując moją wiarę, poznacie prawdziwego Boga i wybawicie dusze swoje.
Pius XII uznał, że taki przykład czystości i niezłomności wiary katolickiej ma szczególne znaczenie we współczesnym świecie, gdy wiara w Boga słabnie, jest odrzucana, a nieraz brutalnie atakowana. Konsekwencją jest niepokój nurtujący ludzi i nieporządek społeczny: Albowiem bez uznania Najwyższego Boga i Jego świętego prawa nie może istnieć wśród ludzi żaden ład, ani żadne prawdziwe szczęście. Brakuje bowiem podstawy zarówno do prywatnego, jak i do należycie prowadzonego społecznego życia. A ponadto, jak Wam dobrze wiadomo, Czcigodni Bracia, tylko niebieskie wiekuiste, a nie znikome i przemijające dobra tej ziemi, mogą duszy przynieść pełne nasycenie.
Diagnoza papieska, skierowana przeciw indyferentyzmowi religijnemu,racjonalizmowi, materializmowi, ateizmowi i hedonizmowi była stałym elementem jego nauczania, krytycznego wobec współczesności. Przekonany, że zasady Ewangelii i doktryna Kościoła stanowią podstawowe lekarstwo na bolączki człowieka i świata, zalecił duchowieństwu i świeckim mężnie - na wzór św. Andrzeja Boboli - głosić wartości chrześcijańskie i bronić katolicyzmu przed atakami nawet za cenę cierpienia i śmierci.
Encyklikę kończy odezwa do narodu polskiego z wezwaniem do nieugiętego trwania przy religii i Kościele: najbardziej zwraca się myśl nasza do tych, co w polskich stronach życie pędzą. Skoro bowiem Andrzej Bobola z ich narodu wyszedł i ich ziemię nie tylko blaskiem rozlicznych cnót, ale i krwią męczeńską uświetnił, jest on dla nich wspaniałą ozdobą i chlubą. Niechże więc idąc za jego świetlanym przykładem nadal bronią ojczystej wiary przeciw wszystkim niebezpieczeństwom, niech usiłują obyczaje do norm chrześcijańskich dostosować, niech to sobie mają mocnym przekonaniem za największą chwałę swojej Ojczyzny, jeżeli przez nieugięte naśladowanie niezachwianej cnoty przodków to osiągną, żeby Polska zawsze wierna była dalej "przedmurzem chrześcijaństwa". Zdaje się bowiem wskazywać "historia, [...] jako świadek czasów, światło prawdy [...] i nauczycielka życia", że Bóg tę właśnie rolę narodowi polskiemu przeznaczył. Niechże więc mężnym i stałym sercem usiłują tę rolę wypełnić, unikając wrogich podstępów i zwalczając przy pomocy łaski Bożej wszystkie przeciwności i próby. Osobne słowo skierował do cierpiących za wiarę kapłanów polskich.